# Pastiglie freno

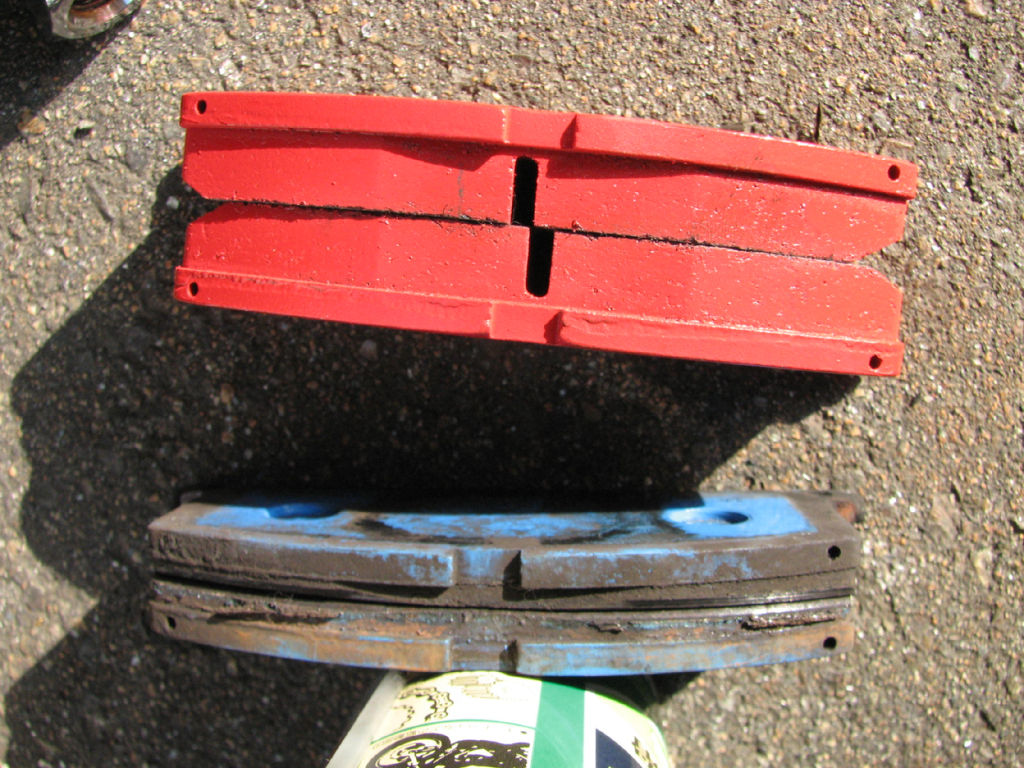
Pastiglie nuove (rosse) e consumate (nere)

Le pastiglie del freno sono un componente dei freni a disco, vengono chiamate anche pasticche, pattini freno o guarnizioni di attrito. Sono costituite da una base metallica  sulla quale è applicato uno strato di materiale d'attrito di varia composizione. Lo strato d'attrito genera una frizione sul disco freno quando viene premuto su di esso.
A seconda delle proprietà e della composizione del materiale d'attrito si può privilegiare l'efficienza (la forza frenante) o la durata delle pastiglie.

## Fissaggio

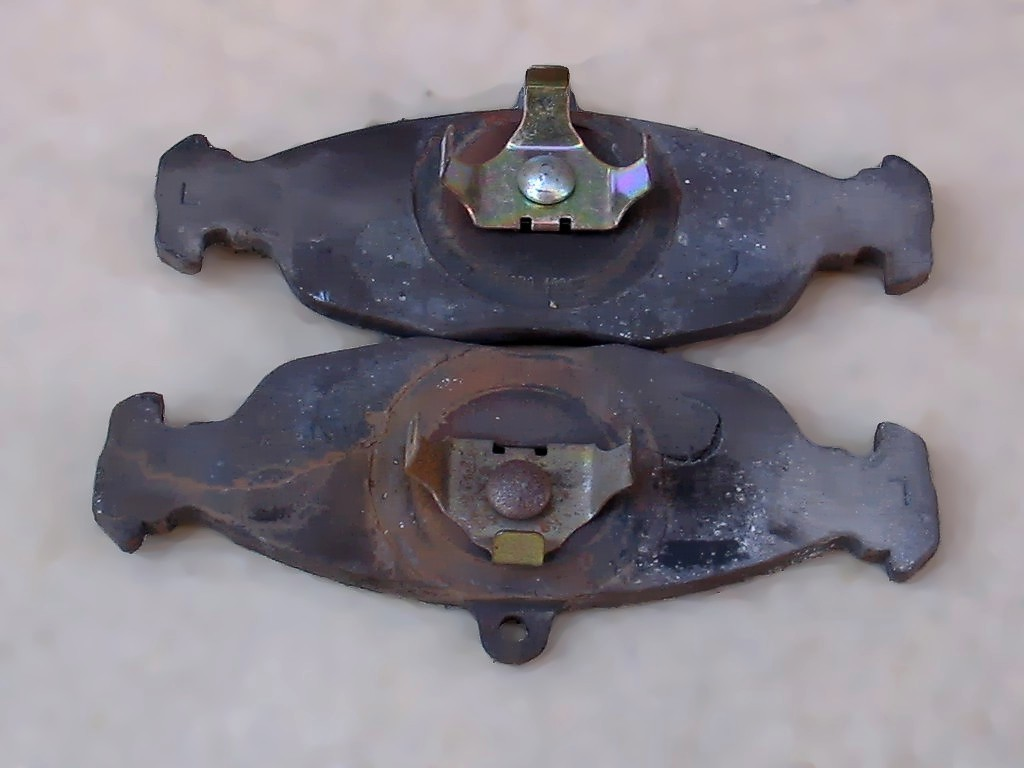
Pastiglie freno con ancoraggio alla pinza freno tramite guida esterna e ancorate al pistoncino della pinza tramite molla, in foto non è presente la pastiglia freno controlaterale, la quale è sprovvista della molla d'ancoraggio

Il fissaggio della pastiglia, serve per evitare che questa fuoriesca dalla pinza freno, ma senza comprometterne il movimento nella pinza:
- Tramite vite la pastiglia viene avvitata sul pistoncino della pinza freno, questa soluzione datata, non viene quasi più utilizzata
- Tramite perni la pinza viene fissata tramite dei perno che passano attraverso dei fori presenti sulla pastiglia, vengono poi bloccarti o con delle copiglie elastiche o con dei dadi autobloccanti
  - Monoperno si utilizza un solo perno che tiene la pinza nella sua parte superiore centrale e generalmente è presente anche una piccola molla a lamella che tiene le due pastiglie più salde, evitando che possano ruotare l'una rispetto all'altra, ma esistono anche altre soluzioni (miste) dove prevedono che il perno sia posto lateralmente, con il lato opposto sagomato in modo da scorrere su una guida
  - Multiperno caratterizzata da due perni (più raramente se ne hanno tre), in questo caso non si usa alcuna molla a lamella perché i due perni son posti ai estremi della parte superiore della pastiglia
- Guida esterna per il vincolo della pastiglia si utilizza una particolare guida o piastrine guida, che permette di mantenere la pastiglia perfettamente ferma, questi sistemi vengono generalmente utilizzati su alcune pinze freno flottanti e possono svolgere anche la funzione di guida di scorrimento laterale anche per la pinza stessa, così come di fissaggio al mezzo.
In questo caso una delle due pastiglie può essere munita di una molla che la rende vincolata al pistoncino cavo della pinza.
- Misto quando si utilizzano sistemi misti e singoli, come perno e guida esterna

## Controllo d'usura e accorgimenti
Le pastiglie vanno sostituite regolarmente essendo materiale d'usura, e sono stati sviluppati sistemi in grado di rendere visibile quando arriva questo momento.
- intaglio/i nello strato d'attrito, sistema molto semplice, dove quando le pastiglie sono così consumate da raggiungere il fondo dell'intaglio (che diviene quindi non più visibile) è giunto il momento di procedere alla sostituzione. Questa soluzione permette d'avere più bordi di attacco e di aumentare la capacità di frenata e permettere anche una maggiore pulizia della pista frenante, in quanto l'intaglio (soprattutto quando viene studiato a tal scopo) permette un drenaggio più veloce dell'acqua e di altre impurità. Questa soluzione permette anche la fuga dei vapori e polveri generati durante la frenata e che altrimenti porterebbero ad una riduzione dell'attrito tra pastiglie freno e disco freno, portando anche ad un'usura non omogenea.
- segnalatore acustico, in metallo dolce (per non incidere i dischi) generalmente una lamella o un piccolo perno calibrati allo spessore minimo del materiale d'attrito; applicato alla parte metallica, al contatto col disco, genera uno stridio avvertibile.
- contatto elettrico, inserito all'interno del materiale d'attrito in prossimità del supporto metallico o in un incastro sul supporto stesso; quando viene a contatto del disco freno, chiude un circuito elettrico accendendo una spia di avvertimento sul cruscotto.

Le pastiglie freno di un'automobile andrebbero indicativamente sostituite ogni 30.000 km ma questo chilometraggio varia molto in funzione del tipo di materiale impiegato per creare la miscela frenante, dal tipo di guida adottata e dal genere prevalente di percorso (cittadino, provinciale, autostradale). Alcuni materiali di primo equipaggiamento (montati cioè dalla casa costruttrice del veicolo) o comunque di elevata qualità, possono raggiungere anche i 50-60,000 km percorsi.
Altri accorgimenti riguardano il rumore che può generarsi durante la frenata in condizioni ordinarie, tutti questi accorgimenti rendono le pastiglie del tipo direzionale, quindi vengono progettate per lavorare in una precisa direzione e possono presentare caratteristiche differenti:
- Composizione asimmetrica, in questo caso i diversi materiali d'attrito che compongono i pattini freno multimateriale sono disposti in maniera da migliorare il comfort
- Smusso o smussi differenziati, lo smusso permette di evitare l'ingranamento della pastiglia con il disco freno, rendendo l'azione del mordente più graduale, progressiva e costante nel tempo
- Intaglio a mezzaluna sulla piastra antirumore, le pastiglie con piastre antirumore possono presentare anche questo accorgimento, che permette di spingere la pastiglia freno in modo asimmetrico, facendola lavorare in modo leggermente angolato.

## Materiali

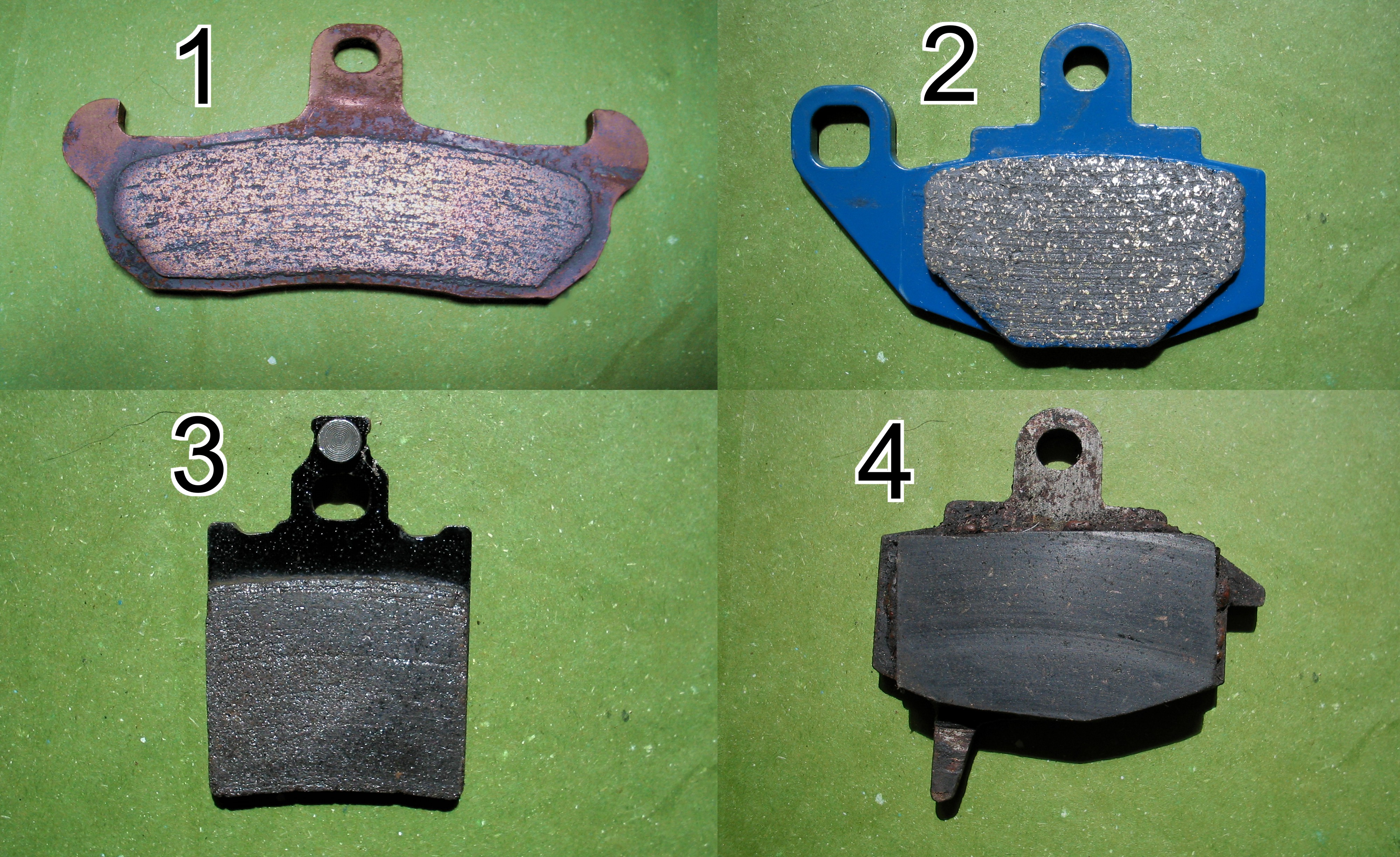
Pastiglie freno di diverso materiale:
1) Sinterizzato (si può notare il riflesso rame)
2) Semimetalliche (si può notare le pagliuzze metalliche di colore paglierino)
3) Carbo-ceramico
4) Organiche

Le pastiglie freno a seconda dell'impiego possono essere costituite da:
- Materiale polimerico, impasto di vari materiali con prevalenza di asbesto (più precisamente crisotilo), ma a partire dagli anni '70 l'utilizzo di tale elemento è vietato per cui questo tipo di impasto è scomparso.
Attualmente alcuni freni per bicicletta utilizzano pattini freno in polimeri, quali la gomma.
- Materiale "carbon-ceramico" o "organico", tipicamente composto da una resina organica (fenoliche o cresiliche) come legante (dal 30% al 40%) e una parte fibrosa come rinforzo, generalmente quest'ultima parte viene realizzata utilizzando più fibre (di vetro, di carbonio, metalliche, ceramiche, aramidiche), viene inoltre utilizzato un riempitivo (non ha alcun ruolo attivo) e un modificatore d'attrito come possono essere i metalli in polvere (rame, ferro, alluminio e zinco) o gli ossidi (allumina e silice) per aumentare le proprietà d'attrito, oppure dei materiali sfaldabili come la grafite o la mica.
La mescola carbon-ceramico rispetto alla organica utilizza una maggiore quantità dei carbonio e ceramica a discapito dei riempitivi.
- Materiale "carbon-ceramico semimetallico" o "organico semimetallico" si tratta di una mescola intermedia tra le carbon-ceramiche/organiche e le sinterizzate.
- Materiale sinterizzato (generalmente contenente rame), utilizzato per aumentare sia la forza frenante che la durata; è un tipo di impasto utilizzato particolarmente nell'impiego sportivo, caratterizzato da polveri metalliche che vengono agglomerate e fissate al supporto tramite un processo ad alta temperatura e pressione.
- Multimateriale, sono pastiglie costruite con diverse tecniche e per questo hanno un materiale d'attrito di diversa natura suddiviso sulla superficie di contatto, come sinterizzato/organico, dove la componente sinterizzata si trova ai lati della pastiglia.

Durante la produzione di tali elementi, e relativamente a problematiche sulla salute e l'ambiente, i seguenti materiali, utilizzati per la produzione del composto d'attrito, sono stati aboliti o regolamentati:
- Asbesto; vietato dagli anni '70 per via dell'asbestosi.
- Rame; in alcuni stati dell'America viene regolamentato il suo contenuto ad un massimo del 0,5% entro il 2025 per via del suo impatto ambientale[5]
- Polveri metalliche; questi elementi nelle formulazioni standard NAO (prodotti organici privi di asbesto) sono costituiti per il 5/20% della massa del materiale d'attrito da rame e hanno un ridotto contenuto di acciaio.[6]